# Beatrice Abati
Beatrice Abati (Castellanza, Varese, Italia, 6 de febrero de 1997) es una futbolista italiana. Juega como centrocampista y actualmente milita en el Pro Sesto 1913 de la Serie B de Italia.

## Trayectoria
Se formó en el Roncalli de Legnano. En 2012, fichó por las divisiones inferiores del Inter Milano, club que desapareció en 2018, cuando el Inter de Milán Femenino adquirió sus derechos deportivos. Ya en la temporada 2013-14, Abati logró ganarse un puesto como titular en el primer equipo, debutando en la Serie A; pese a la joven edad, totalizó 54 partidos con el club milanés (51 en Serie B y 3 en Serie A). En 2017, se mudó a los Estados Unidos para estudiar en la Universidad Estatal de Tennessee Oriental y lincenciarse en Ingeniería Biomédica. Durante su estancia en Tennessee, jugó en las filas del equipo universitario Lady Buccaneers, jugando 56 partidos en tres temporadas y marcando tres goles. En diciembre de 2020, volvió a su país natal para fichar por el Napoli. En enero de 2021 fue transferida al Como Women de la Serie B italiana.

## Selección nacional
Ha sido internacional con la Selección sub-17 y sub-19 de Italia.

## Clubes
| Club             | País           | Año         |
| ---------------- | -------------- | ----------- |
| Inter Milano     | Italia         | 2013 - 2017 |
| Lady Buccaneers  | Estados Unidos | 2017 - 2020 |
| Napoli Femminile | Italia         | 2020 - 2021 |
| Como Women       | Italia         | 2021        |
| Pro Sesto 1913   | Italia         | 2021 - Act. |